# Flaming Nights
Flaming Nights je českým hudebně–žonglérským open-air festivalem. Program sestává z koncertů hudebních uskupení, žánrového ražení od blues po hard rock, proložených vystoupeními freestylových sportovců. Je zakončen slavnostní ohnivou galashow, která je sestavena z vystoupení žonglérů. V rámci programu také probíhá množství žonglérských workshopů a tréninků. Žonglérské tematiky se drží i program pro rodiny s dětmi, který probíhá v odpoledních hodinách.
Festival se začal pořádat v roce 2012 a je mu věnováno období konce letních prázdnin. Místem konání je město Třebíč (okres Třebíč, Kraj Vysočina). Iniciátorem akce je místní Klub žonglování Magnis a produkční agentura HalUs.

## Ročníky

### 2012
První ročník festivalu byl uspořádán v prostorách sokolského stadionu v Třebíči ve dnech 31. srpna a 1. září. Celou akci provázelo deštivé počasí, nicméně navzdory tomu byla účast návštěvníků slušná. V roce 2012 se návštěvníkům festivalu představily kapely Toxique, Prague Conspiracy a množství méně známých kapel, jako je bluesové Tom Bowling Trio, Acheron, nebo Let’s Roll. V doprovodném programu pak byly k vidění show mistra světa ve footbag Jana Webera, tanečníků High Edition, trial bikerů, nebo parkouristů Urban Sense. Festival byl ukončen několikahodinovou ohnivou galashow, ve které se kromě domácích žonglérů z Magnis představily například skupiny Pyroterra a Anta Agni, Konstantin Kosovec z Litvy a Thomas Johansson ze Švédska.

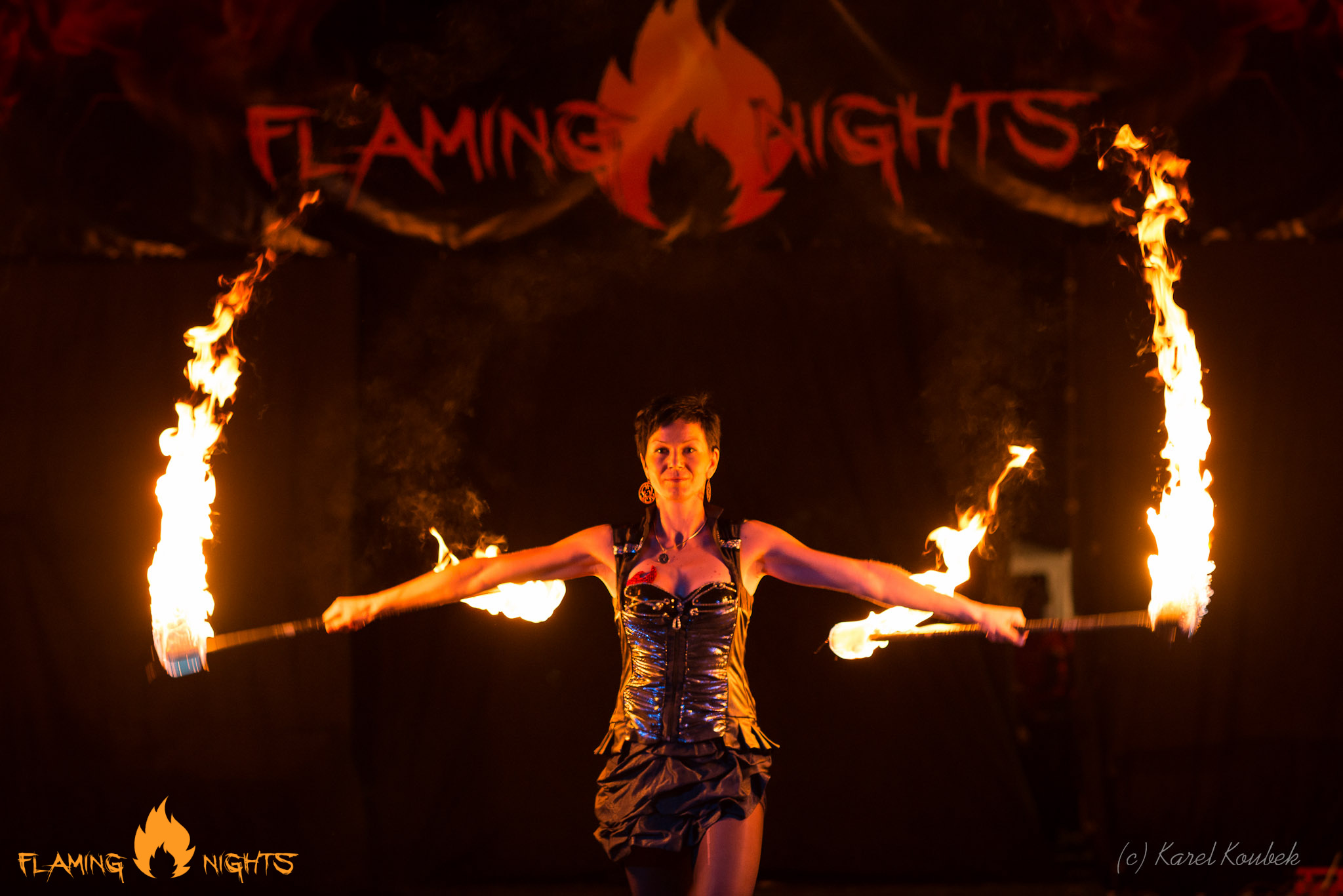
Anta Agni
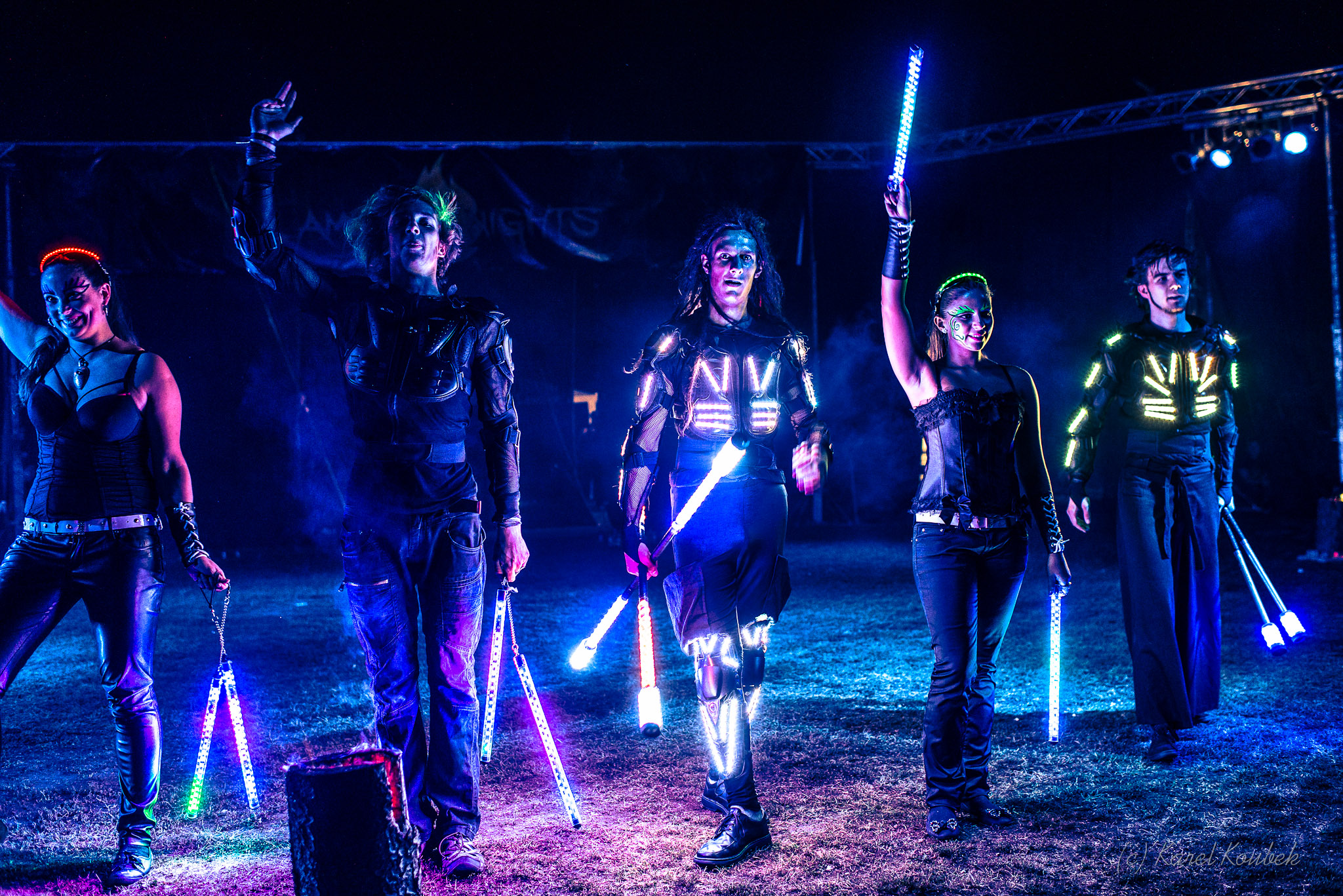
Pyroterra
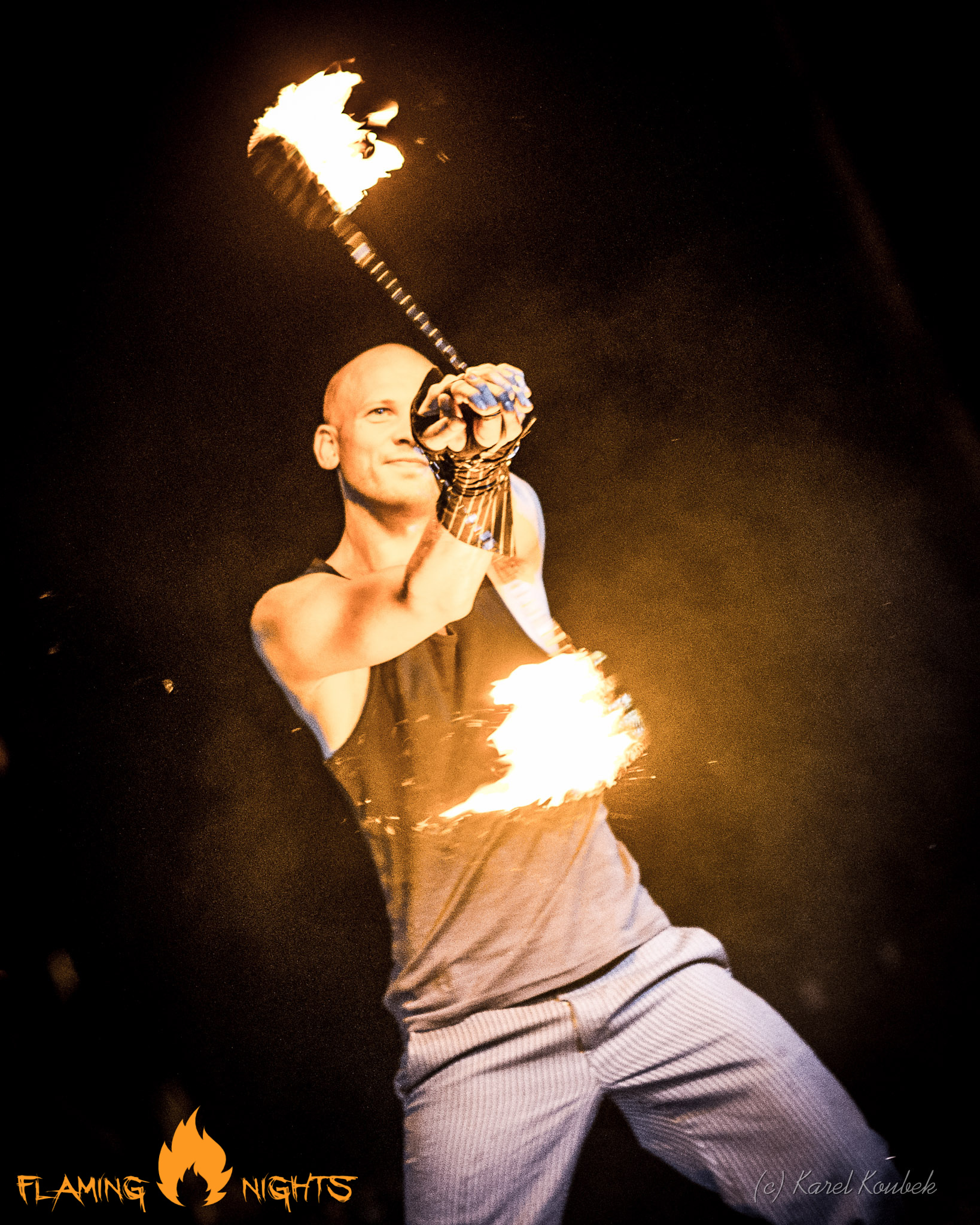
Thomas Johansson
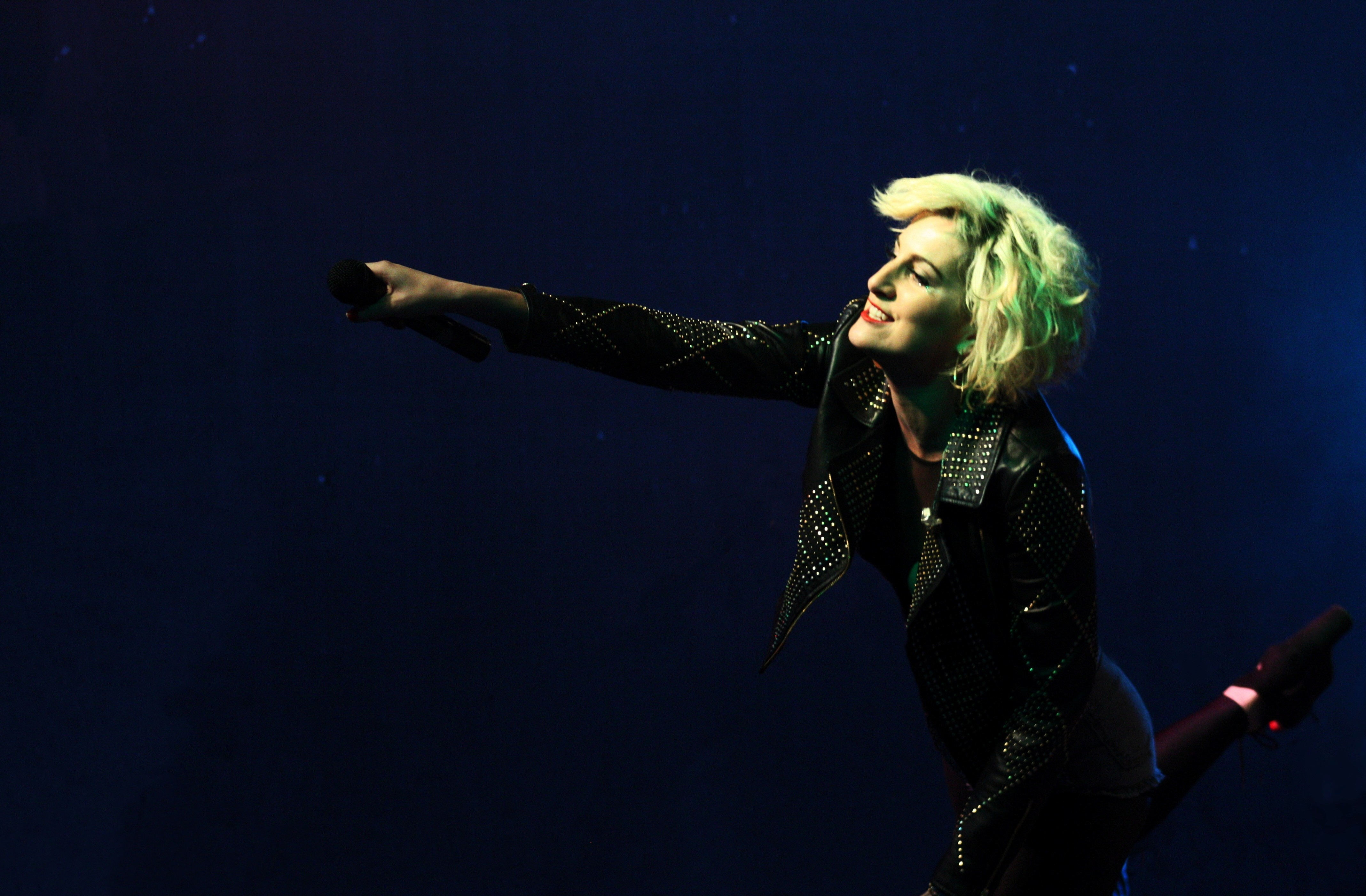
Toxique
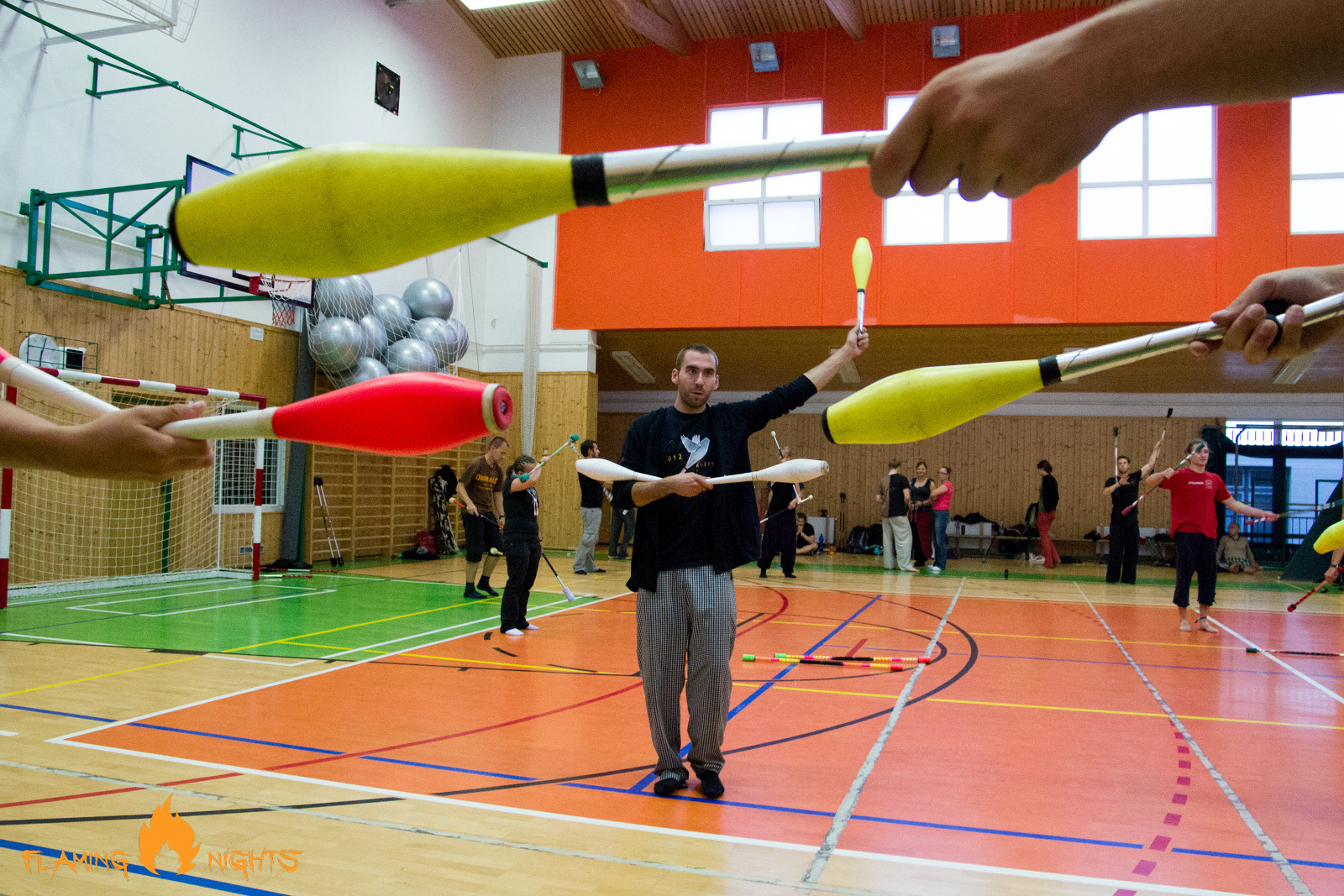
Žonglérské workshopy

### 2013
Pro druhý ročník se festival přesunul do areálu bývalé borovinské továrny BOPO. Návštěvníci si díky tomu mohli 30. a 31. srpna užít jedinečné industriální prostředí, které tyto prostory nabízí. Hudebními tahouny akce byly poslední prázdninový víkend známé kapely Vypsaná fiXa a Wohnout. Kromě nich svoji účast z roku 2012 zopakovala skupina Prague Conspiracy a zahrály i méně známá hudební seskupení Bagr, The Rest nebo Acheron. Celý festival kromě hudby bavilo návštěvníky také nepřeberné množství umělců. Do Třebíče přijeli tanečníci, parkouristé, řada akrobatů, ale v první řadě žongléři. Ti měli rovněž na starost zlatý hřeb akce v podobě závěrečné Galashow. Během čtyřhodinové přehlídky nejlepších českých, slovenských, ale i světových žonglérů vystoupila pořádající skupina Magnis, Pyroterra, Anta Agni, Švéd Thomas Johansson, Fin Antti Suniala, Řek Antonis Pasvantis, nebo litevská skupina Fire Circle. V pátek i v sobotu následovala po skončení programu taneční afterparty.

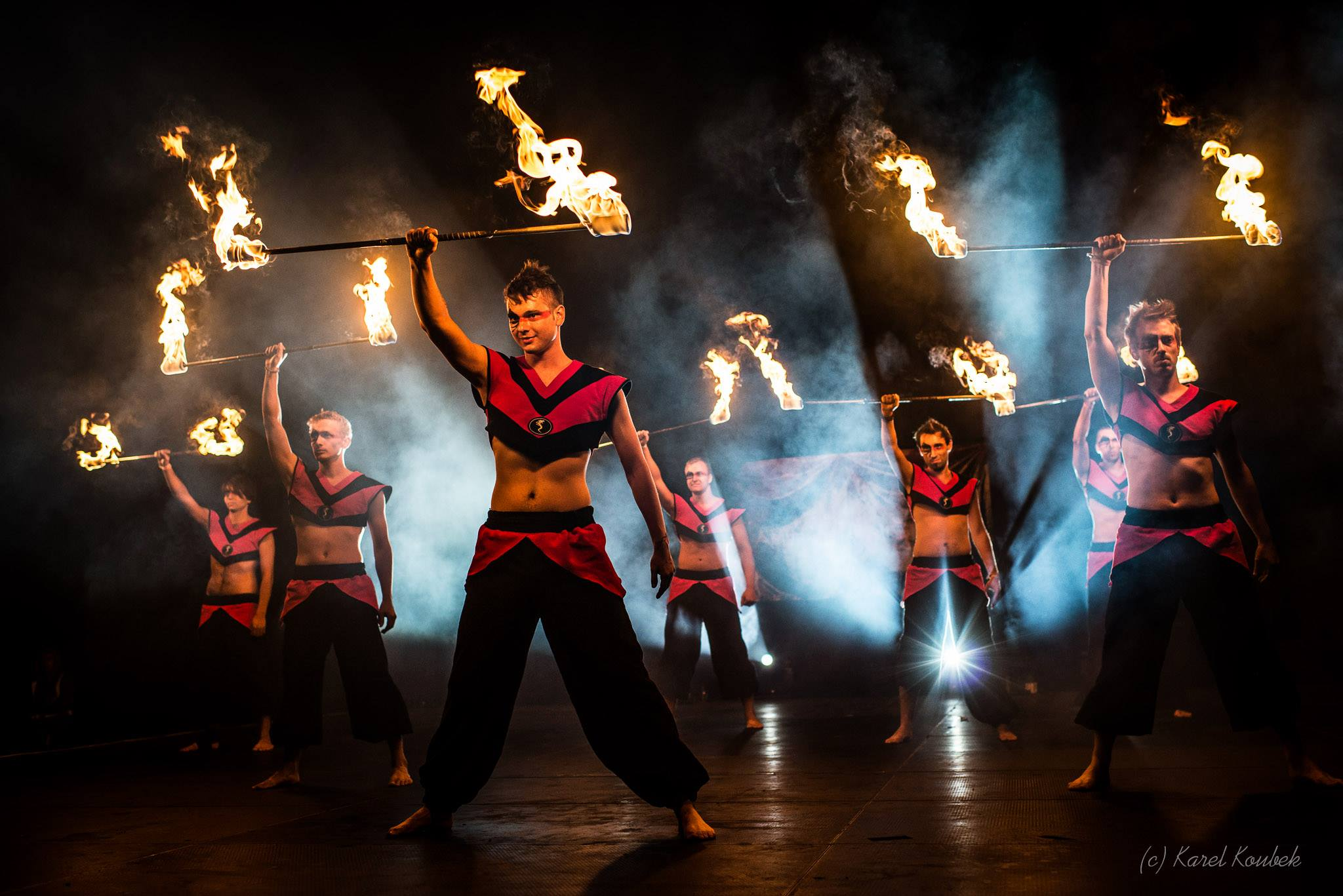
Magnis
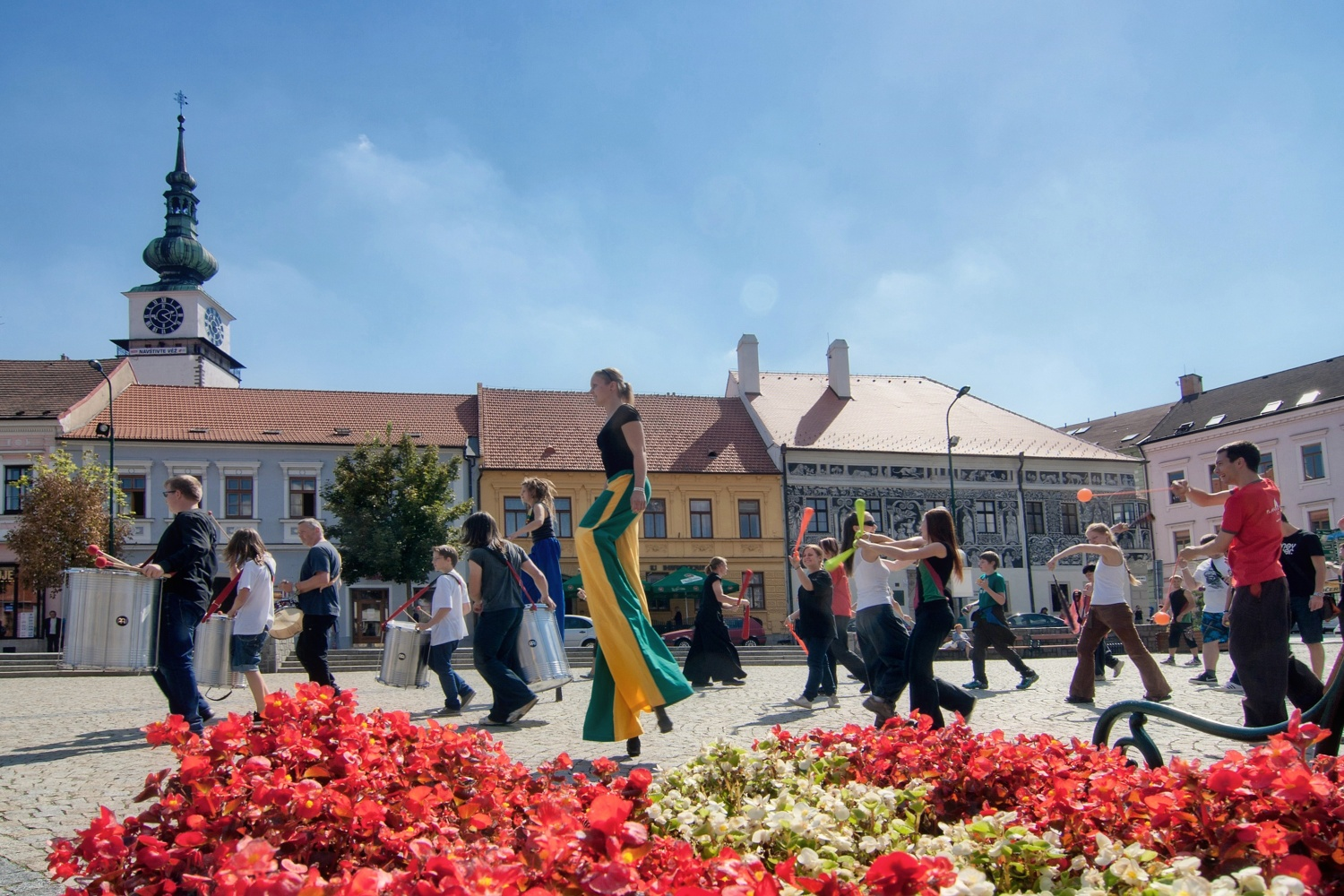
Žonglérský průvod městem
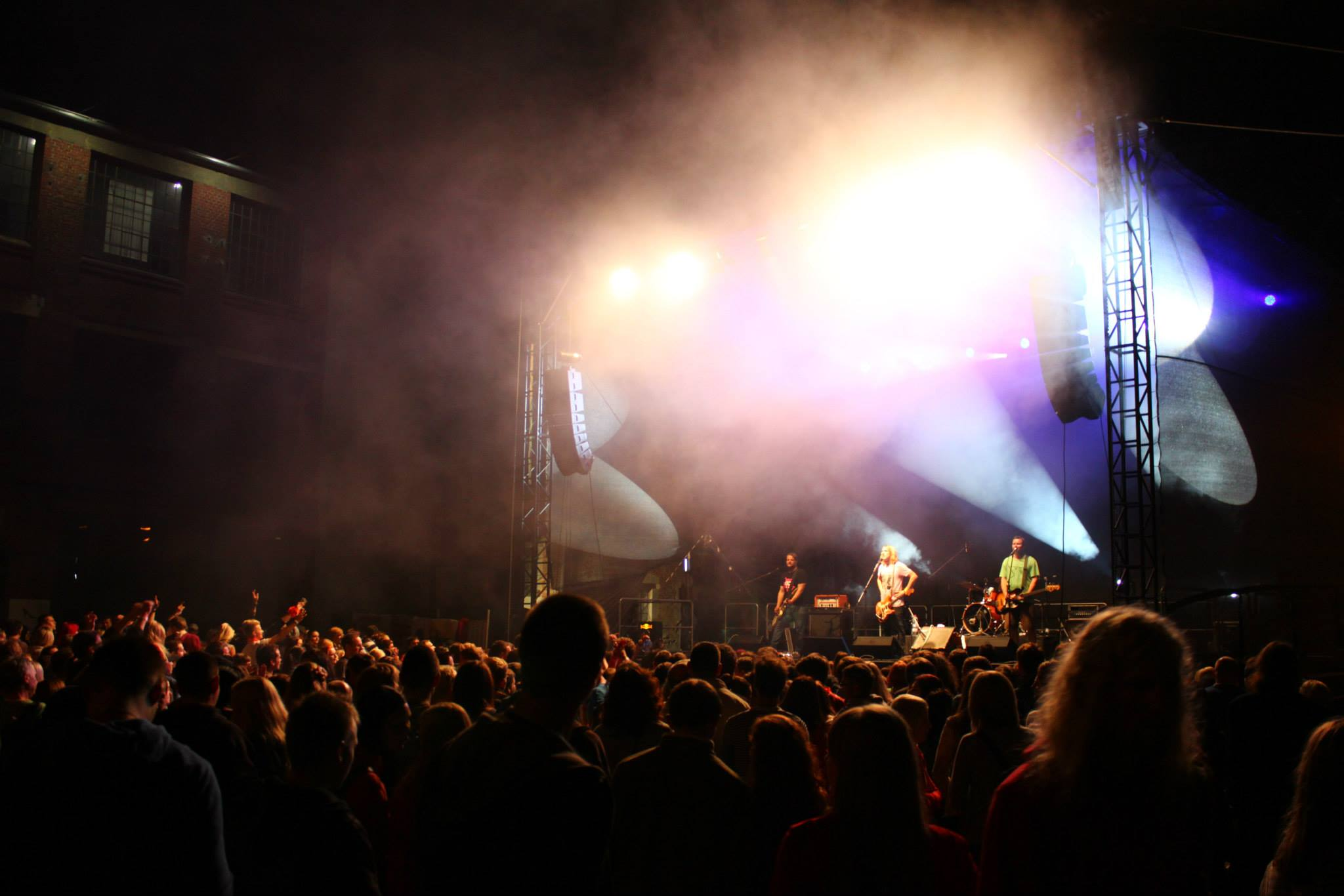
Vypsaná fiXa
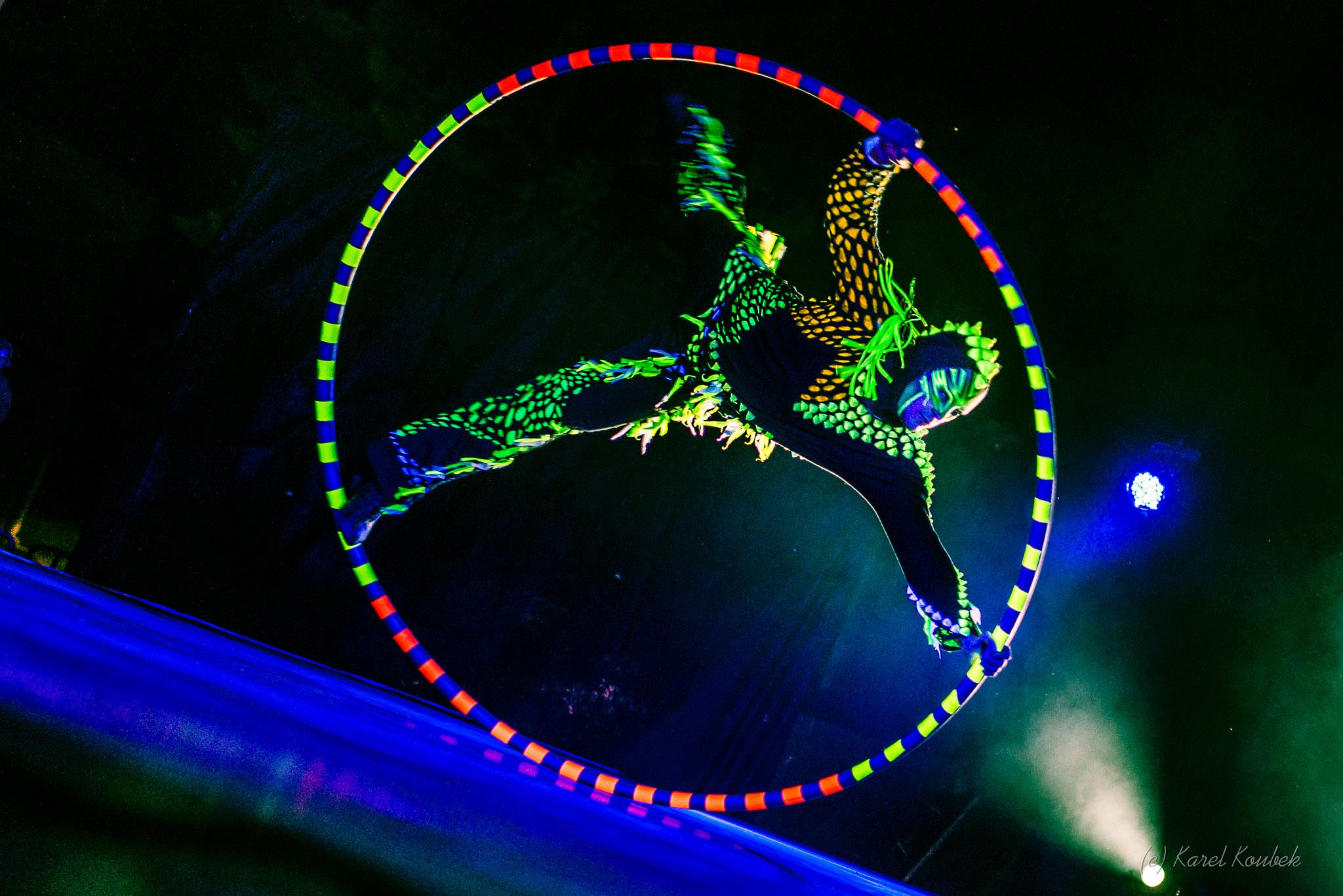
Anta Agni
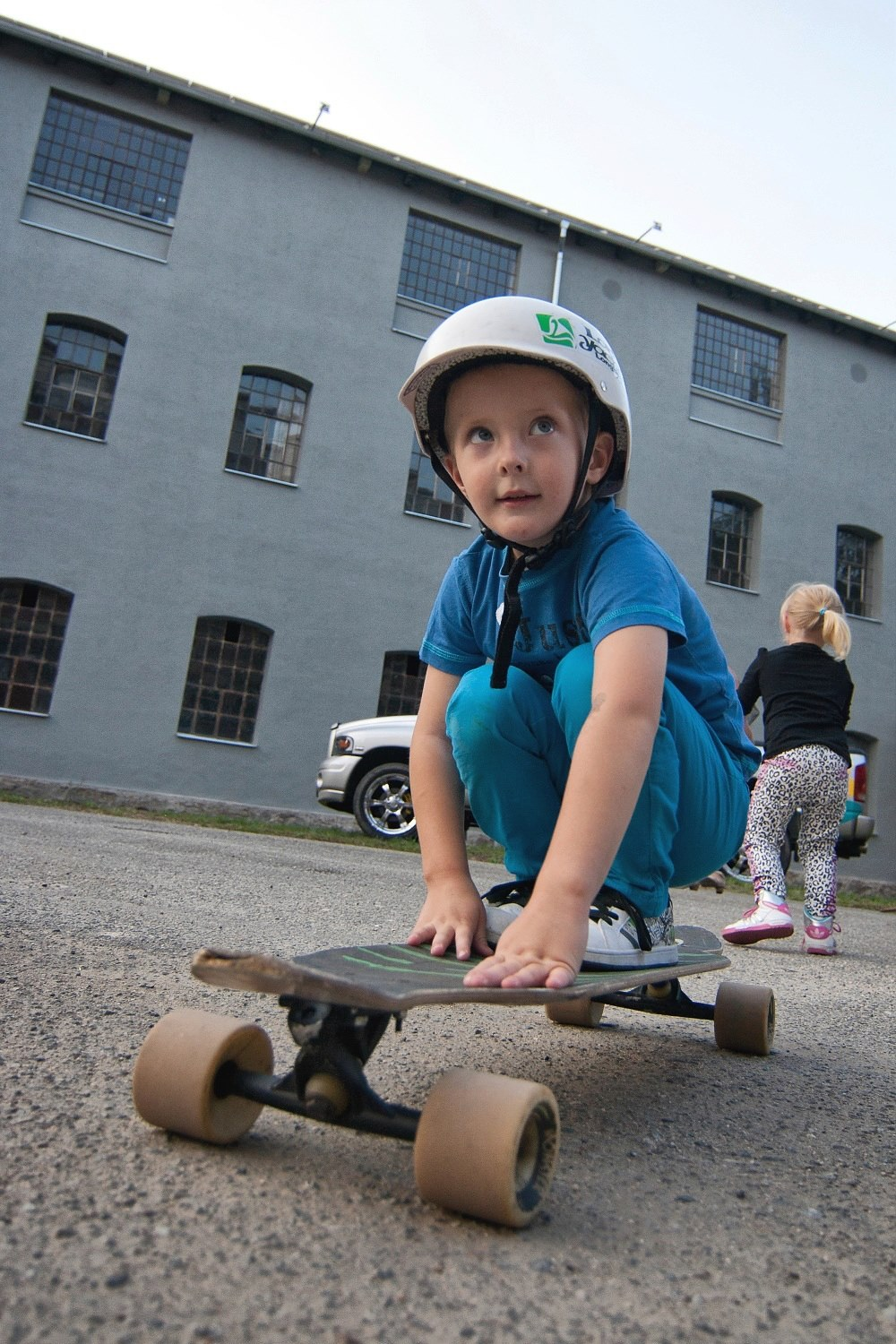
Doprovodný program
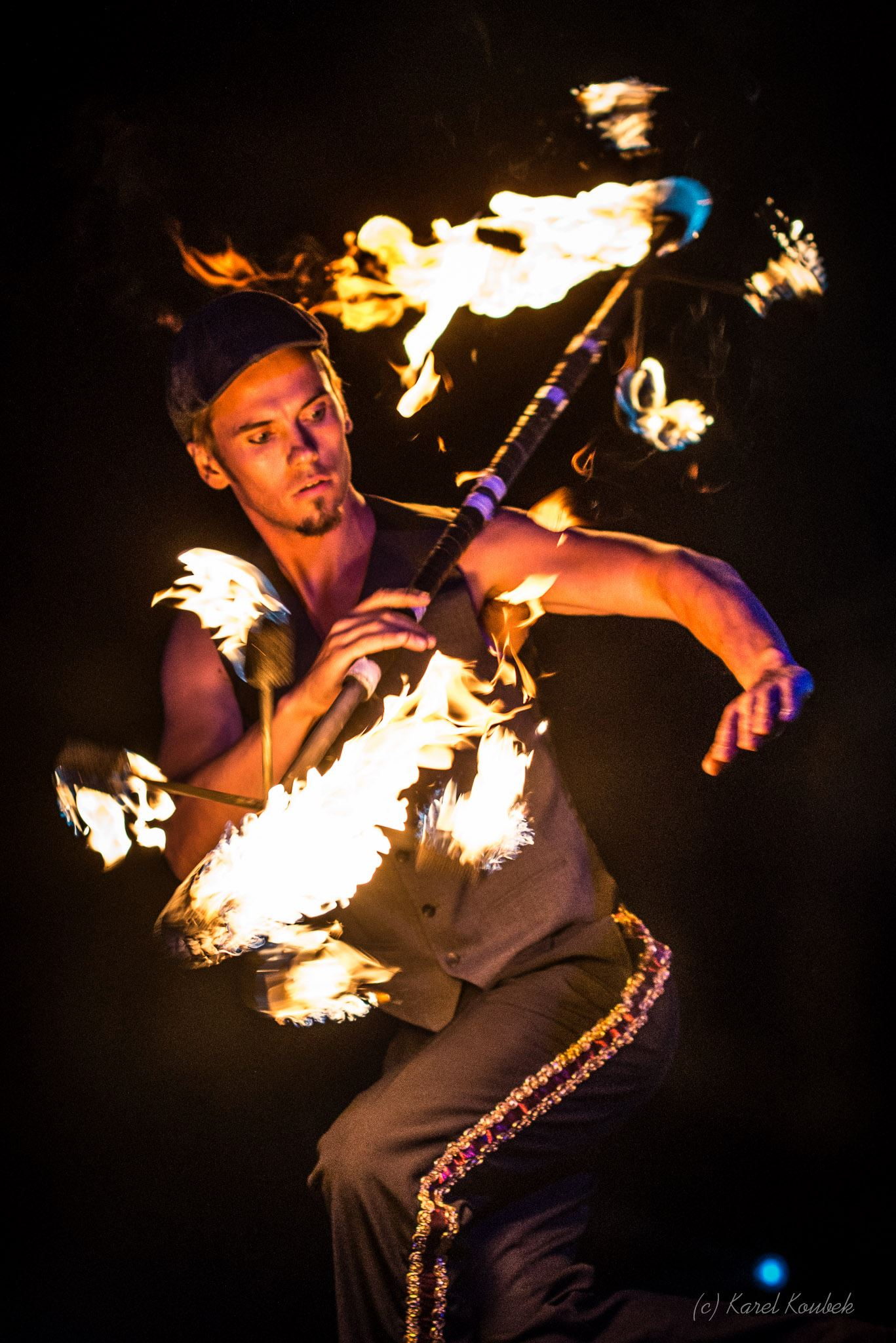
Antti Suniala